# 英雄·喋血
《英雄·喋血》（英語：72 Heroes），2011年中国大陆剧情片，导演赵崇基，主演谭咏麟、曾志伟、廖启智、赵炳锐。

## 剧情
1911年，中国同盟会领导“黄花岗起义”，岭南画派画家“高剑父”以及“潘达微”二人参加起义，但是没有壮烈牺牲，他们在起义失败之后收集了烈士遗骸进行埋葬，两人也因此彪炳史册。

## 演出
| 演员   | 角色   | 备注                               |
| 曾志伟 | 李凖   | 大清国广东水师提督。               |
| 赵炳锐 | 罗仲霍 | 黄花岗七十二烈士之一。             |
| 谢君豪 | 潘达微 | 画家、记者，革命党人。             |
| 廖启智 | 高剑父 | 同盟会广州分会会长、岭南画派画家。 |
| 江若琳 | 方惠如 | 方弘治的女儿，同盟会会员。         |
| 温碧霞 | 姜美熙 | 方弘治的妻子。                     |
| 王建成 | 方弘治 | 广兴堂堂主。                       |
| 吴剑   | 阿辉   | 同盟会会员。                       |
| 譚詠麟 | 黃興   |                                    |
| 吳妍兒 | 方氏   | 女保鏢                             |

## 制作
该片是纪念辛亥革命100周年“重点献礼影片”。

## 奖项
| 年份 | 奖项                 | 奖项细分           | 是否得奖 | 备注  |
| ---- | -------------------- | ------------------ | -------- | ----- |
| 2011 | 第三届澳门国际电影节 | 金莲花奖优秀影片   | 獲獎     |       |
| 2011 | 第三届澳门国际电影节 | 金莲花奖最佳男配角 | 提名     |       |
| 2011 | 第三届澳门国际电影节 | 金莲花奖最佳女配角 | 獲獎     |       |
| 2011 | 第三届澳门国际电影节 | 金莲花奖最佳导演   | 提名     |       |
| 2011 | 第三届澳门国际电影节 | 金莲花奖最佳摄影   | 提名     |       |
| 2011 | 第七届中美电影节     | 最佳影片“金天使”奖 | 獲獎     | [ 8 ] |